# Ana Alicia

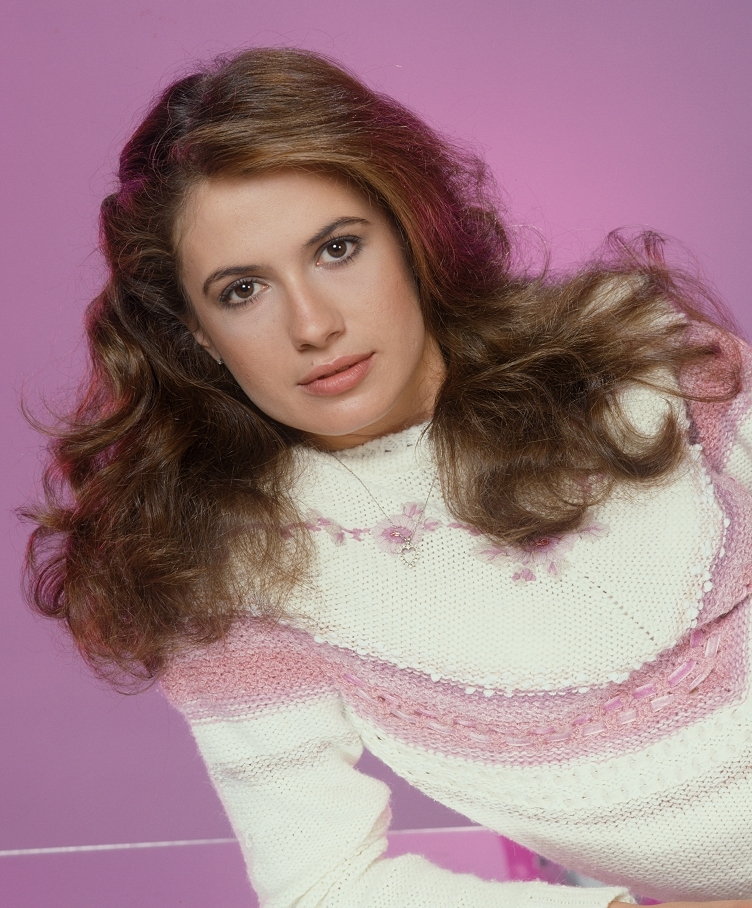
Ana Alicia

Ana Alicia (* 12. Dezember 1956 in Mexiko-Stadt, Mexiko; als Ana Alicia Ortiz) ist eine mexikanisch-US-amerikanische Schauspielerin.

## Herkunft und Ausbildung
Ihre Eltern waren Hotelangestellte in Acapulco. Nach dem Tod ihres Vaters zog sie mit ihrer Mutter und drei Geschwistern nach El Paso, Texas und besuchte hier die Coronado Highschool. Ihr Schauspieltalent entdeckte sie bei kleineren Schulaufführungen. Mit 16 Jahren gewann sie eine Misswahl. Sie entschloss sich aber dennoch, nach dem Abschluss zu einem Jurastudium am Wellesley College in Massachusetts. Doch dort brach sie das Studium ab und wechselte zur University of Texas at El Paso und studierte hier Theater und Gesang.

## Beruflicher Werdegang
Nach dem Abschluss zog sie nach Los Angeles, wo sie 1977 ihre erste Fernsehrolle in Ryan´s Hope bekam. Sie drehte die Filme Die Sacketts, Halloween II – Das Grauen kehrt zurück und Die Hölle des Bill Carney. Ihren Durchbruch erlangte sie in der Serie Falcon Crest. Dort verkörperte sie die Figur der Melissa Agretti von 1982 bis 1989. Für ihre Rolle wurde sie viermal für den Soap Opera Digest Award nominiert. Außerdem trat sie in zahlreichen Serien auf. Unter anderem in Love Boat, Das Model und der Schnüffler, Hotel und Mord ist ihr Hobby.
1990 hatte sie nochmal Erfolg mit dem Fernsehfilm Katastrophenflug 243. Seit sie 1994 und 1996 in zwei Folgen der Serie Renegade mitspielte, ist es ruhig um Ana Alicia geworden.

## Sonstiges
Ihre Freizeit verbringt sie mit Reiten, Tennis, Aerobic, Tiefseetauchen, Motorrad fahren und Autorennen. Außerdem setzt sie sich für die Rechte mexikanischer Einwanderer in den USA ein. Ana Alicia ist seit 1994 mit dem Produzenten Gary R. Benz verheiratet. Mit ihm zusammen ist sie Produzentin der amerikanischen Reality-Show Stuntmasters. Das Paar lebt in Sherman Oaks und hat eine Tochter.

## Filmografie (Auswahl)
- 1977–1978: Ryan´s Hope (Fernsehserie, 102 Folgen)
- 1979–1980: Kampfstern Galactica (Battlestar Galactica bzw. Galactica 1980, Fernsehserie, zwei Folgen)
- 1979: Die Sacketts (The Sacketts, Fernsehfilm)
- 1979: Buck Rogers (Buck Rogers in the 25th Century, Fernsehserie, eine Folge)
- 1980: Quincy (Quincy, M. E., Fernsehserie, eine Folge)
- 1981: Halloween II – Das Grauen kehrt zurück (Halloween II)
- 1981: Die Hölle des Bill Carney (The Ordeal of Bill Carney, Fernsehfilm)
- 1982–1989: Falcon Crest (Fernsehserie, 178 Folgen)
- 1984: Love Boat (The Love Boat, Fernsehserie, zwei Folgen)
- 1985: Hotel (Fernsehserie, eine Folge)
- 1988: Das Model und der Schnüffler (Moonlighting, Fernsehserie, eine Folge)
- 1989: Romero
- 1990: Katastrophenflug 243 (Miracle Landing, Fernsehfilm)
- 1991: Alles Okay, Corky? (Life Goes On, Fernsehserie, eine Folge)
- 1994: Mord ist ihr Hobby (Murder, She Wrote, Fernsehserie, eine Folge)
- 1994, 1996: Renegade – Gnadenlose Jagd (Renegade, Fernsehserie, zwei Folgen)